# Norman Edmund
Norman Wilson Edmund (ur. 1916, zm. 16 stycznia 2012) – amerykański przedsiębiorca, założyciel firmy Edmund Scientific Corporation (obecnie działające jako dwie różne firmy Edmund Scientifics i Edmund Optics) produkującej przyrządy naukowe i optyczne, w tym teleskopy astronomiczne.
Edmund był także filantropem i poświęcał wiele swojego czasu pracując dla różnych organizacji społecznych i charytatywnych. Za swój wkład był odznaczony między innymi odznaką Silver Beaver Award przyznaną mu przez Boy Scouts of America oraz Orderem Świętego Grzegorza Wielkiego.